# سیارک ۴۳۵۹
سیارک ۴۳۵۹ (به انگلیسی: 4359 Berlage، نامگذاری:1935TG) چهار هزار و سیصد و پنجاه و نهمین سیارک کشف شده‌است که در ۲۸ سپتامبر ۱۹۳۵ کشف شد.
قدر مطلق سیارک برابر ۱۳٫۷۰ است.